# Об'єднані Арабські Емірати на літніх Олімпійських іграх 2016
Об'єднані Арабські Емірати на літніх Олімпійських іграх 2016 представляли 13 спортсменів у 6 видах спорту.

## Спортсмени
| Дисципліна         | Чоловіки | Жінки | Разом |
| ------------------ | -------- | ----- | ----- |
| Дзюдо              | 3        | 0     | 3     |
| Легка атлетика     | 1        | 2     | 3     |
| Плавання           | 1        | 1     | 2     |
| Стрільба           | 3        | 0     | 3     |
| Важка атлетика     | 0        | 1     | 1     |
| Шосейний велоспорт | 1        | 0     | 1     |
| Усього             | 9        | 4     | 13    |

## Медалісти
| Медалі | Спортсмени  | Вид спорту | Дисципліна         | Дата     |
| ------ | ----------- | ---------- | ------------------ | -------- |
| Бронза | Сержіу Тома | Дзюдо      | чоловіки, до 81 кг | 9 серпня |

## Легка атлетика
Еміратські легкоатлети кваліфікувалися у таких дисциплінах (не більш як 3 спортсмени в кожній дисципліні):
Легенда
- Примітка – для трекових дисциплін місце вказане лише для забігу, в якому взяв участь спортсмен
- Q = пройшов у наступне коло напряму
- q = пройшов у наступне коло за добором (для трекових дисциплін - найшвидші часи серед тих, хто не пройшов напряму; для технічних дисциплін - увійшов до визначеної кількості фіналістів за місцем якщо напряму пройшло менше спортсменів, ніж визначена кількість)
- NR = Національний рекорд
- N/A = Коло відсутнє у цій дисципліні
- Bye = спортсменові не потрібно змагатися у цьому колі

Трекові і шосейні дисципліни
| Спортсмен          | Дисципліна                    | Попередній забіг | Попередній забіг | Півфінал         | Півфінал         | Фінал            | Фінал            |
| Спортсмен          | Дисципліна                    | Результат        | Місце            | Результат        | Місце            | Результат        | Місце            |
| ------------------ | ----------------------------- | ---------------- | ---------------- | ---------------- | ---------------- | ---------------- | ---------------- |
| Сауд Аль-Заабі     | біг на 1500 метрів (чоловіки) | 4:02.35          | 13               | Завершив виступ  | Завершив виступ  | Завершив виступ  | Завершив виступ  |
| Бетлем Десалегн    | біг на 1500 метрів (жінки)    | DNS              | DNS              | Завершила виступ | Завершила виступ | Завершила виступ | Завершила виступ |
| Алія саїд Мохаммед | біг на 10000 метрів (жінки)   | Н/Д              | Н/Д              | Н/Д              | Н/Д              | 31:56.74         | 23               |

## Велоспорт

### Шосе
ОАЕ делегували на Олімпійські ігри одного велосипедиста в груповій шосейній гонці, який кваліфікувався завдяки тому. що посів одне з перших двох місць на Чемпіонаті Азії 2015. Це стало поверненням країни на змагання в цьому виді спорту від часів Олімпіади 1996.
| Спортсмен  | Дисципліна                       | Час          | Місце        |
| ---------- | -------------------------------- | ------------ | ------------ |
| Юсіф Мірза | групова шосейна гонка (чоловіки) | Не фінішував | Не фінішував |

## Дзюдо
ОАЕ надіслали на Олімпійські ігри трьох дзюдоїстів. Уродженець Молдови Віктор Скворцов і учасник Олімпіади 2012 Сержіу Тома входили до числа 22-х спортсменів, які могли потрапити за світовим рейтинг-листом IJF станом на 30 травня 2016 року, тоді як Іван Ремаренко у категорії до 100 кг кваліфікувався за континентальною квотою від Азійського регіону, як еміратський дзюдоїст з найвищим місцем поза межами прямого потрапляння через світовий рейтинг-лист.
| Спортсмен       | Категорія            | Раунд 1/64         | Раунд 1/32                  | Раунд 1/16                      | Чвертьфінали                    | Півфінали                        | Втішний поєдинок   | Фінал / БМ                        | Фінал / БМ      |
| Спортсмен       | Категорія            | Суперник Результат | Суперник Результат          | Суперник Результат              | Суперник Результат              | Суперник Результат               | Суперник Результат | Суперник Результат                | Місце           |
| --------------- | -------------------- | ------------------ | --------------------------- | ------------------------------- | ------------------------------- | -------------------------------- | ------------------ | --------------------------------- | --------------- |
| Віктор Скворцов | до 73 кг (чоловіки)  | Bye                | Зеяд Матер (YEM) W 101–000  | Сьохей Оно (JPN) L 000–100      | Завершив виступ                 | Завершив виступ                  | Завершив виступ    | Завершив виступ                   | Завершив виступ |
| Сержіу Тома     | до 81 кг (чоловіки)  | Bye                | Свен Мареш (GER) W 101–000  | Віктор Пеналбер (BRA) W 101–001 | Таканорі Наґасе (JPN) W 001–000 | Хасан Халмурзаєв (RUS) L 100–000 | Bye                | Маттео Маркончіні (ITA) W 100–000 | 3               |
| Іван Ремаренко  | до 100 кг (чоловіки) | Bye                | Лієс Буякуб (ALG) L 000–010 | Завершив виступ                 | Завершив виступ                 | Завершив виступ                  | Завершив виступ    | Завершив виступ                   | Завершив виступ |

## Стрільба
Еміратські стрільці кваліфікувалися на змагання в наведених нижче дисциплінах завдяки своїм найвищим місцям на Чемпіонаті світу 2014 і 2015, серії Кубка світу 2015 і Чемпіонат Азії, оскільки вони виконали мінімальний кваліфікаційний норматив (MQS) до 31 березня 2016 року.
| Спортсмен        | Дисципліна            | Кваліфікація | Кваліфікація | Півфінал        | Півфінал        | Фінал           | Фінал           |
| Спортсмен        | Дисципліна            | Очки         | Місце        | Очки            | Місце           | Очки            | Місце           |
| ---------------- | --------------------- | ------------ | ------------ | --------------- | --------------- | --------------- | --------------- |
| Халед Аль-Каабі  | дубль-трап (чоловіки) | 134          | 9            | Завершив виступ | Завершив виступ | Завершив виступ | Завершив виступ |
| Саїд Аль Мактум  | скит (чоловіки)       | 118          | 17           | Завершив виступ | Завершив виступ | Завершив виступ | Завершив виступ |
| Саіф бін Футтайс | скит (чоловіки)       | 114          | 29           | Завершив виступ | Завершив виступ | Завершив виступ | Завершив виступ |

Пояснення до кваліфікації: Q = Пройшов у наступне коло; q = Кваліфікувався щоб змагатись у поєдинку за бронзову медаль

## Плавання
ОАЕ отримали універсальні місця від FINA на участь в Олімпійських іграх двох плавців (по одному кожної статі).
| Спортсмен        | Дисципліна                       | Попередній заплив | Попередній заплив | Півфінал         | Півфінал         | Фінал            | Фінал            |
| Спортсмен        | Дисципліна                       | Час               | Місце             | Час              | Місце            | Час              | Місце            |
| ---------------- | -------------------------------- | ----------------- | ----------------- | ---------------- | ---------------- | ---------------- | ---------------- |
| Якуб Аль-Сааді   | 100 метрів на спині (чоловіки)   | 59.58             | 37                | Завершив виступ  | Завершив виступ  | Завершив виступ  | Завершив виступ  |
| Нада Аль-Бедваві | 50 метрів вільним стилем (жінки) | 33.42             | 78                | Завершила виступ | Завершила виступ | Завершила виступ | Завершила виступ |

## Важка атлетика
ОАЕ отримали невикористану квоту від IWF на участь у Олімпіаді однієї важкоатлетки.
| Спортсмен       | Категорія        | Ривок     | Ривок | Поштовх   | Поштовх | Загальна сума | Місце |
| Спортсмен       | Категорія        | Результат | Місце | Результат | Місце   | Загальна сума | Місце |
| --------------- | ---------------- | --------- | ----- | --------- | ------- | ------------- | ----- |
| Аїша Аль-Балуші | до 58 кг (жінки) | 72        | 16    | 90        | 16      | 162           | 16    |